# Parafia Najświętszej Maryi Panny i Wszystkich Świętych w Michorzewie
Parafia Najświętszej Maryi Panny i Wszystkich Świętych w Michorzewie – parafia rzymskokatolicka, znajdująca się w archidiecezji poznańskiej, w dekanacie bukowskim.

## Proboszczowie
- ks. Jakub Kozicki  (1770)[2]
- ks. Jan Sulczewski (1799)[2]
- ks. Sebastian Witkowski (1806–1827)[2]
- ks. Jezierski[2]
- ks. Walenty Pinecki (1822–1847)[2]
- ks. Franciszek Bączkiewicz (1847–1867)[2]
- ks. Paweł Dżarzdzyński (1867–1889)[2]
- ks. Aleksander Żmidziński (1890–1931)[2]
- ks. Józef Starczewski (1932–1939)[2]
- ks. Bogdan Wąsowicz (1946–1980)[2]
- ks. Zbigniew Kalina (06.01.1980–31.08.2012)[2]
- ks. Przemysław Danielczak (01.09.2012– 31.08.2021)[2]
- ks. Piotr Lidwin (01.09.2021– )[3]